# Chris Weidman
Christopher James Weidman (Baldwin, 17 de junho de 1984), mais conhecido como Chris Weidman, é um lutador de artes marciais mistas (MMA) e ex-campeão da categoria peso-médio do UFC.

## Biografia
Chris Weidman nasceu em Baldwin, Nova York, em 17 de junho de 1984. Ele é o segundo de três filhos. Chris e seu irmão mais velho eram crianças quando seus pais os envolveram em diversas atividades esportivas. Weidman começou a lutar muito jovem e com sua capacidade atlética natural, dominou o esporte muito rapidamente. Weidman lutou wrestling e luta greco romana em uma escola de Long Island e também foi um destaque na faculdade. Weidman se formou em bacharelado de Psicologia na Universidade Hofstra.

## Wrestling
A carreira de Weidman no Wrestling começou graças ao seu pai, Charlie. O menino se apaixonou pela roupa que foi emprestada por um treinador, e pouco tempo depois, provou ter talento na modalidade. Weidman tornou-se campeão cadete no wrestling e na luta greco-romana. Weidman ainda se tornou um All-American, título dado aos melhores lutadores de wrestling universitário.
Weidman conseguiu sexto lugar em 2006 na divisão NCAA e terceiro lugar em 2007.
Durante os campeonatos de Wrestling, Weidman já enfrentou e derrotou outros lutadores do UFC, como Phil Davis e Ryan Bader. Ambos se encontram hoje em uma categoria acima de Chris Weidman, a dos meio pesados.

## Carreira no MMA

### Ring of Combat
Weidman fez sua estréia no MMA representando a equipe Serra-Longo em fevereiro de 2009 no evento Ring of Combat. Ele lutou contra Reubem Lopes e o venceu com uma finalização kimura ainda no primeiro Round.
Após vencer Mike Stewart por nocaute técnico em sua segunda luta, Weidman lutou contra Uriah Hall valendo o título dos pesos médios no Ring of Combat 31. Weidman venceu a luta por nocaute técnico e se tornou campeão dos médios do Ring of Combat. Weidman ainda defendeu seu título contra o norte-americano Valdir Araujo, luta na qual Weidman venceu por decisão unânime. Após isso foram oferecidos muitos contratos por várias organizações de MMA diferentes, mas Weidman preferiu esperar, até que o UFC lhe oferecesse um contrato, o que aconteceu.

### Ultimate Fighting Championship
Weidman fez sua estréia no UFC contra Alessio Sakara em 3 de março de 2011, no UFC Live: Sanchez vs. Kampmann, substituindo o lesionado Rafael Natal. Weidman ganhou por decisão unânime.
Weidman enfrentou Jesse Bongfeldt em 11 de junho de 2011, no UFC 131, substituindo o lesionado Court McGee luta na qual Weidman venceu com uma guilhotina em pé. A finalização lhe rendeu o prêmio de Finalização da Noite.
Depois Weidman enfrentou Tom Lawlor em 19 de novembro de 2011, no UFC 139. Ele ganhou a luta por finalização no primeiro round.

#### A vitória sem camp contra Demian Maia
Em Janeiro de 2012, Weidman conseguiu a vitória-chave em sua carreira. Desconhecido do grande público até então, já colecionava vitórias contra lutadores como Tom Lawlor e Uriah Hall (que viria a se tornar famoso pelos seus nocautes no programa TUF 17). Mas nenhum desses lutadores tinha bagagem o suficiente para alçar Chris a top10 da categoria dos pesos médios do UFC. Chris Weidman foi içado a lutador top da categoria depois de uma vitória contra o brasileiro Demian Maia, no UFC on Fox: Evans vs. Davis. Weidman foi chamado às pressas para substituir Michael Bisping, e mesmo com apenas duas semanas de preparação conseguiu vencer Maia, por decisão unânime. A vitória deu a Weidman o status de estrela ascendente no UFC, e acabou aposentando Demian da categoria dos médios.

#### Melhor atuação da carreira contra Mark Munoz
Ainda em Julho de 2012, Chris Weidman debutaria como principal atração do UFC, contra o Filipino Mark Munoz, apontado como potencial campeão dos pesos médios e favorito nas casas de apostas. No entanto, o favorito Munoz acabou sendo atropelado por Weidman, em uma atuação impecável do americano. Depois de dominar o primeiro round, Weidman acertou uma cotovelada impressionante de contragolpe, que levou o filipino ao chão. O árbitro Josh Rosenthal demorou a encerrar o combate, causando a Munoz abundante sangramento. A cotovelada foi decretada nocaute da noite. Após a vitória, o jovem americano pediu uma chance para disputar o cinturão:
"Quero o Anderson Silva. Treinei todo meu campo de treinamento pensando em enfrentar o Anderson Silva. Por favor, me deem uma chance" - Chris Weidman depois de derrotar Mark Muñoz
Mais tarde o filipino revelou que depois dessa derrota, acabou entrando em depressão profunda.

##### Lesão
Weidman era esperado para enfrentar Tim Boetsch em 29 de dezembro de 2012 no UFC 155, mas devido a uma lesão foi substituído por Constantinos Philippou.

#### Nocaute em Anderson Silva e cinturão
Depois do campeão Anderson Silva recusar e menosprezar o duelo contra Weidman algumas vezes, criticando a falta de experiência do americano, o UFC finalmente marcou o duelo para Julho de 2013.
As declarações antes do duelo chamaram mais atenção pelo fato de vários lutadores do UFC apostarem no americano. A declaração mais forte veio do campeão dos meio-médios, Georges St. Pierre. Na ocasião GSP afirmou que "Ele (Weidman) iria finalizar o Anderson Silva, e que a luta não seria muito longa”.
As previsões de GSP se mostraram verdadeiras, e Weidman acabou nocauteando o campeão aos 1m18s do segundo round. Weidman venceu o primeiro round, e foi alvo  de diversas provocações do campeão. Anderson colocou as mãos na cintura, fingiu rir dos golpes de Weidman, e chegou a beijá-lo no fim do primeiro round. No entanto, Anderson acabou cometendo um erro técnico ao deixar os pés paralelos no chão, e não ter como se esquivar dos golpes de Weidman, o que lhe custou o cinturão. "Eu acho que errei na autoconfiança e no termo técnico também. Eu fiz tudo certo, só não dei um passo atrás. Não tinha mais para onde eu ir, não tinha ângulo. E ele estava de pé, em base, o golpe que desse ia me pegar. Mas erros acontecem, cometi um erro técnico.”, analisou Anderson.

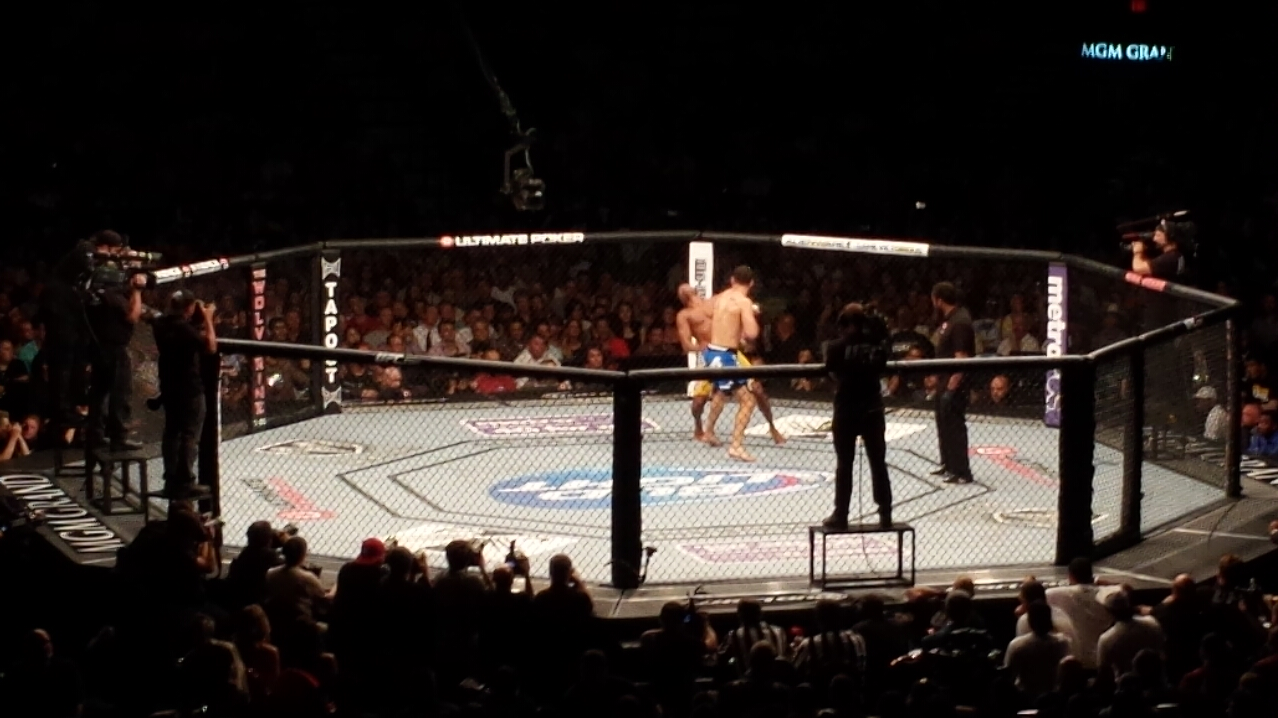
Chris Weidman se tornou campeão no UFC 162

#### Chris Weidman X Anderson Silva II
Apenas uma semana após Anderson Silva perder o cinturão dos médios, o UFC confirmou que a revanche do brasileiro contra o norte-americano Chris Weidman seria realizada no UFC 168, dia 28 de dezembro, em Las Vegas.
Após Weidman vencer claramente o primeiro round, Anderson Silva sofreu uma lesão chocante aos 1m16s do segundo round, fraturando a canela esquerda no joelho do estadunidense. Anderson Silva não aguentou a fratura e caiu no chão, gritando de dor. A lesão foi considerada nocaute técnico a favor de Chris Weidman.

#### Chris Weidman vs. Lyoto Machida
Weidman era esperado para fazer sua segunda defesa de cinturão contra o brasileiro Vitor Belfort em 24 de Maio de 2014 no UFC 173. Porém, devido a proibição do uso de TRT (tratamento do qual Belfort é adepto) no estado de Nevada, Belfort teve que se retirar da luta, pois não teria tempo para se acostumar sem o uso da TRT. O UFC decidiu colocar Lyoto Machida em seu lugar e a luta foi remarcada para 24 de julho do mesmo ano. Porém, Weidman se lesionou e a luta foi adiada para 5 de Julho de 2014 no UFC 175. Weidman venceu por decisão unânime (49-45, 48-47 e 49-46). A luta ganhou o prêmio de Luta da Noite.

#### Chris Weidman vs. Vitor Belfort
Novamente uma luta diante de Vitor Belfort foi marcada, dessa vez para o UFC 181. Esta luta aconteceria no dia 6 de dezembro de 2014, em Las Vegas, mas uma nova lesão (Weidman fez uma cirurgia para corrigir uma fratura na mão esquerda) fez com que outra defesa de cinturão fosse adiada, sendo remarcada para 28 de Fevereiro de 2015 no UFC 184. No entanto, mais uma lesão de Weidman fez a luta ser adiada novamente para 23 de Maio de 2015 no co-evento principal do UFC 187. Weidman começou a luta tentando uma queda e Belfort acertou uma joelhada e foi para cima do campeão com uma série de uppers e ganchos. Apesar de castigado e com um ferimento no olho Weidman resistiu, conseguiu derrubar Belfort e depois castigou o desafiante no ground and pound. O árbitro Herb Dean interrompeu a luta na metade no primeiro round decretando nocaute técnico. A vitória rendeu a Weidman o prêmio de Performance da Noite.

#### Fim da invencibilidade e perda do cinturão
O presidente do Ultimate, Dana White, confirmou ao "UFC Tonight", programa de TV oficial da organização nos EUA, que Luke Rockhold seria o próximo a enfrentar Chris Weidman no Co-Evento Principal do UFC 194, na madrugada do dia 13 de dezembro de 2015. Os lutadores vinham trocando farpas através da imprensa antes mesmo do luta de Weidman contra Vitor Belfort.
Durante a luta contra Rockhold, Weidman foi ferido e perdeu por nocaute técnico no quarto round. A derrota lhe tirou o cinturão e a invencibilidade.
Weidman faria a revanche contra Rockhold em 04 de junho de 2016 no UFC 199, porem, em 17 de maio o americano foi removido da luta, por motivo de lesão.
Weidman renovou um contrato de seis lutas com o UFC e enfrentou Yoel Romero em 12 de novembro de 2016 no UFC 205. Weidman foi nocauteado no terceiro round.
Weidman enfrentou Gegard Mousasi em 8 de abril de 2017 no UFC 210. Aos 3:13 do segundo round, Mousasi encaixou duas joelhadas na cabeça, o árbitro interrompeu o combate achando que teria sido joelhadas ilegais, porém, no replay foi mostrado que não houve irregularidade nas joelhadas. A luta estava interrompida para que Weidman pudesse se recuperar, mas a comissão informou que ele não voltaria para o combate, mesmo ele dizendo que estava tudo bem. Foi dado então vitória por nocaute técnico para Mousasi.

## Vida pessoal
Em outubro de 2012, Chris Weidman teve a casa em que vivia completamente destruída em meio à tempestade Sandy.
Chris é formado em psicologia pela Universidade Hofstra.
Durante a infância, Weidman sofreu bullying severo praticado pelo próprio irmão.
| “ | Uma vez tentei dar um mortal com minha bicicleta, mas caí sobre meu ombro e quebrei feio minha clavícula. Meu irmão não acreditou que tinha quebrado, então ele montou uma fila com todos seus amigos para que eles batessem no meu braço machucado e disse que choraria se tivesse quebrado de verdade. Depois que todos tinham terminado de me bater, foi a pior coisa que já passei em minha vida. - | ” |

De acordo com sua esposa, Marivi Weidman, Weidman salvou a vida de uma idosa após ela se acidentar em uma mesa de vidro.
“O Chris acabou de salvar a vida da nossa vizinha de 92 anos. Ela caiu em cima de uma mesa de tampo de vidro e tinha cacos presos em sua cabeça. Ela estava na calçada sangrando muito e tomando chuva enquanto tentava telefonar para sua filha. O Chris correu e a trouxe para dentro de casa, a limpou e chamou o resgate. Meu herói”, escreveu Marivi.

## Títulos e feitos
Ultimate Fighting Championship
- UFC Cinturão da categoria Médios (2013-2015)
- Performance da Noite vs Vitor Belfort em 24 de maio de 2015
- Finalização da Noite vs Jesse Bongfeldt em 11 de junho de 2011
- Nocaute da Noite vs Mark Munoz em 11 de julho de 2012
- Nocaute da Noite vs Anderson Silva em 6 de julho de 2013
- Luta da Noite vs Lyoto Machida em 5 de julho de 2014
- Luta da Noite vs Luke Rockhold em 12 de dezembro de 2015

Ring of Combat
- ROC Cinturão da categoria Médios[25]

World MMA Awards
- Lutador do ano (2013)[26]
- Lutador revelação do ano (2012)

Wrestling
- NCAA Divisão I "All-American" (2006, 2007)[27]
- NJCAA All-American Time (Duas vezes)[27]

## Cartel no MMA
| Cartel no MMA   |             |            |
| 21 lutas        | 15 vitórias | 6 derrotas |
| Por nocaute     | 6           | 6          |
| Por finalização | 4           | 0          |
| Por decisão     | 5           | 0          |

| Res.    | Cartel | Oponente        | Método                                     | Evento                             | Data       | Round | Tempo | Local                       | Notas                                                        |
| ------- | ------ | --------------- | ------------------------------------------ | ---------------------------------- | ---------- | ----- | ----- | --------------------------- | ------------------------------------------------------------ |
| Derrota | 15-7   | Brad Tavares    | Decisão (unânime)                          | UFC 292: Sterling vs. O'Malley     | 19/08/2023 | 3     | 5:00  | Boston, Massachusetts       |                                                              |
| Derrota | 15-6   | Uriah Hall      | Nocaute Técnico (lesão)                    | UFC 261: Usman vs. Masvidal 2      | 24/04/2021 | 1     | 0:17  | Jacksonville, Florida       |                                                              |
| Vitória | 15-5   | Omari Akhmedov  | Decisão (unânime)                          | UFC Fight Night: Lewis vs. Oleinik | 08/08/2020 | 3     | 5:00  | Las Vegas, Nevada           | Retornou aos Médios.                                         |
| Derrota | 14-5   | Dominick Reyes  | Nocaute (socos)                            | UFC on ESPN: Reyes vs. Weidman     | 18/10/2019 | 1     | 1:43  | Boston, Massachusetts       | Estreia nos Meio Pesados.                                    |
| Derrota | 14-4   | Ronaldo Souza   | Nocaute Técnico (socos)                    | UFC 230: Cormier vs. Lewis         | 03/11/2018 | 3     | 2:46  | Nova Iorque, Nova Iorque    | Luta da Noite.                                               |
| Vitória | 14-3   | Kelvin Gastelum | Finalização (katagatame)                   | UFC on Fox: Weidman vs. Gastelum   | 22/07/2017 | 3     | 3:45  | Long Island, New York       |                                                              |
| Derrota | 13-3   | Gegard Mousasi  | Nocaute Técnico (joelhadas)                | UFC 210: Cormier vs. Johnson II    | 08/04/2017 | 2     | 3:13  | Buffalo, New York           |                                                              |
| Derrota | 13-2   | Yoel Romero     | Nocaute Técnico (joelhada voadora e socos) | UFC 205: Alvarez vs. McGregor      | 12/11/2016 | 3     | 0:24  | Nova Iorque, Nova Iorque    |                                                              |
| Derrota | 13-1   | Luke Rockhold   | Nocaute Técnico (socos)                    | UFC 194: Aldo vs. McGregor         | 12/12/2015 | 4     | 3:12  | Las Vegas, Nevada           | Perdeu o Cinturão Peso Médio do UFC; Luta da Noite.          |
| Vitória | 13-0   | Vitor Belfort   | Nocaute Técnico (socos)                    | UFC 187: Johnson vs. Cormier       | 23/05/2015 | 1     | 2:53  | Las Vegas, Nevada           | Defendeu o Cinturão Peso Médio do UFC; Performance da Noite. |
| Vitória | 12-0   | Lyoto Machida   | Decisão (unânime)                          | UFC 175: Weidman vs. Machida       | 05/07/2014 | 5     | 5:00  | Las Vegas, Nevada           | Defendeu o Cinturão Peso Médio do UFC; Luta da Noite.        |
| Vitória | 11-0   | Anderson Silva  | Nocaute Técnico (lesão)                    | UFC 168: Weidman vs. Silva II      | 28/12/2013 | 2     | 1:16  | Las Vegas, Nevada           | Defendeu o Cinturão Peso Médio do UFC.                       |
| Vitória | 10-0   | Anderson Silva  | Nocaute (soco)                             | UFC 162: Silva vs. Weidman         | 06/07/2013 | 2     | 1:18  | Las Vegas, Nevada           | Ganhou o Cinturão Peso Médio do UFC; Nocaute da Noite.       |
| Vitória | 9-0    | Mark Muñoz      | Nocaute Técnico (cotovelada e socos)       | UFC on Fuel TV: Muñoz vs. Weidman  | 11/07/2012 | 2     | 1:37  | San José, Califórnia        | Nocaute da Noite.                                            |
| Vitória | 8-0    | Demian Maia     | Decisão (unânime)                          | UFC on Fox: Evans vs. Davis        | 28/01/2012 | 3     | 5:00  | Chicago, Illinois           |                                                              |
| Vitória | 7-0    | Tom Lawlor      | Finalização (triângulo de mão invertido)   | UFC 139: Shogun vs. Henderson      | 19/11/2011 | 1     | 2:07  | San José, Califórnia        |                                                              |
| Vitória | 6-0    | Jesse Bongfeldt | Finalização (guilhotina em pé)             | UFC 131: dos Santos vs. Carwin     | 11/06/2011 | 1     | 4:54  | Vancouver, British Columbia | Finalização da Noite.                                        |
| Vitória | 5-0    | Alessio Sakara  | Decisão (unânime)                          | UFC Live: Sanchez vs. Kampmann     | 03/03/2011 | 3     | 5:00  | Louisville, Kentucky        | Estreia no UFC.                                              |
| Vitória | 4-0    | Valdir Araujo   | Decisão (unânime)                          | Ring of Combat 33                  | 03/12/2010 | 3     | 5:00  | Atlantic City, New Jersey   |                                                              |
| Vitória | 3-0    | Uriah Hall      | Nocaute Técnico (socos)                    | Ring of Combat 31                  | 24/09/2010 | 1     | 3:06  | Atlantic City, New Jersey   | Ganhou o Título dos Médios do ROC.                           |
| Vitória | 2-0    | Mike Stewart    | Nocaute Técnico (socos)                    | Ring of Combat 24                  | 17/04/2009 | 1     | 2:38  | Atlantic City, New Jersey   |                                                              |
| Vitória | 1-0    | Reubem Lopes    | Finalização (kimura)                       | Ring of Combat 23                  | 20/02/2009 | 1     | 1:35  | Atlantic City, New Jersey   |                                                              |